# Batalla de Yatay
La batalla de Yatay (portuguès:  Jataí), durant la Guerra de la Triple Aliança (1864-1870), va tenir lloc el 17 d'agost de 1865. Una tropa de l'exèrcit paraguaià sota el comandament del general Pedro Duarte va ser atacada per les forces de la Triple Aliança, comandades pel president uruguaià Venancio Flores.

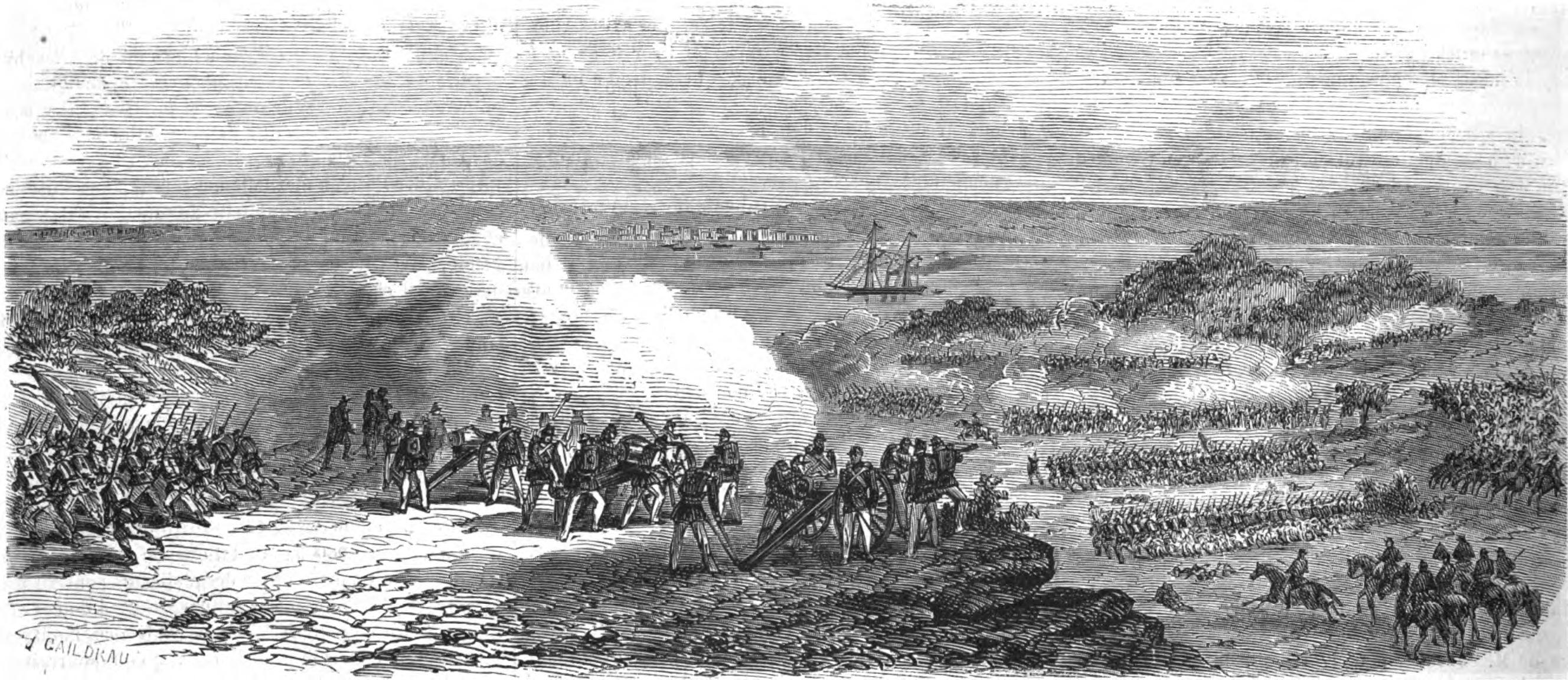
Batalla de Yatay.